# Makemake (astronomia)
Makemake, ufficialmente designato 136472 Makemake, precedentemente noto con la designazione provvisoria di (136472) 2005 FY9) è il terzo pianeta nano per dimensioni del sistema solare ed è appartenente alla classe dei plutoidi. Il suo diametro è pari all'incirca a 3/4 di quello di Plutone. La sua orbita è per intero situata esternamente rispetto all'orbita di Nettuno, pertanto è corretto definirlo un oggetto transnettuniano, appartenente al gruppo dei cubewani.
Ha un satellite conosciuto, S/2015 (136472) 1, la cui scoperta è stata resa nota nell'aprile del 2016. La temperatura estremamente bassa (circa 30 K) che si registra sulla sua superficie fa sì che essa sia ricoperta da ghiacci di metano, etano e probabilmente azoto. Il suo nome richiama la figura di Makemake, divinità della creazione secondo la mitologia pasquense.

## Scoperta
Makemake è stato scoperto il 31 marzo 2005 da un gruppo di ricerca dell'osservatorio di Monte Palomar, guidato da Michael Brown, che ha annunciato la scoperta il 29 luglio successivo, lo stesso giorno in cui è stata resa nota la scoperta di Eris e due giorni dopo la comunicazione di quella di Haumea.
A dispetto della sua relativa luminosità (circa un quinto di quella di Plutone), Makemake non è stato scoperto se non dopo numerosi altri oggetti meno luminosi appartenenti alla fascia di Kuiper. La maggior parte delle campagne di ricerca degli asteroidi sono condotte in prossimità del piano dell'eclittica (la regione del cielo in cui transitano il Sole, la Luna e gli altri pianeti, se visti dalla Terra) a causa della maggiore probabilità di trovare oggetti lì piuttosto che altrove, ed è probabile che Makemake sia sfuggito alle prime ricerche a causa della sua elevata inclinazione orbitale che lo porta a visitare regioni del cielo lontane da tale piano. Infatti al momento della scoperta Makemake era alla sua massima distanza dall'eclittica, nella costellazione settentrionale della Chioma di Berenice.
Oltre Plutone, Makemake è l'unico altro plutoide sufficientemente luminoso che avrebbe potuto essere scoperto da Clyde Tombaugh durante la sua ricerca, negli anni trenta del Novecento, del pianeta responsabile delle perturbazioni dell'orbita di Nettuno. All'epoca delle osservazioni di Tombaugh, Makemake era a pochi gradi dall'eclittica in prossimità del bordo tra le costellazioni del Toro e dell'Auriga come un oggetto della 16ª magnitudine. Tuttavia in tale posizione, assai prossima alla Via Lattea, sarebbe stato quasi impossibile individuarlo celato dal denso sfondo di stelle. Tombaugh proseguì le sue ricerche per alcuni anni dopo la scoperta di Plutone, ma non trovò né Makemake né altri oggetti transnettuniani.

### Nome
Quando ha ricevuto comunicazione della scoperta, l'Unione Astronomica Internazionale ha assegnato a Makemake la designazione provvisoria convenzionale 2005 FY9 ad indicare che si è trattato del 249º oggetto scoperto nella seconda metà del mese di marzo del 2005. Il gruppo degli scopritori invece ha utilizzato (prima che fosse assegnato il nome definitivo) il nomignolo "Easterbunny" (coniglietto pasquale in italiano) perché scoperto subito dopo Pasqua.
Nel luglio del 2008 l'Unione Astronomica Internazionale ha assegnato a 2005 FY9 il nome Makemake in riferimento alla divinità della creazione secondo la mitologia pasquense, scelto in parte per preservare la connessione dell'oggetto con la Pasqua.
Il suo simbolo planetario è .

## Orbita e classificazione

Orbite di Makemake (in blu), e Haumea (in verde), confrontate con quella di Plutone (in rosso) e l'eclittica, (in grigio). Il perielio (q) e l'afelio (Q) di ogni orbita sono contrassegnati con le date di transito. Gli oggetti sono rappresentati nella loro posizione dell'aprile del 2006; l'immagine consente di fare un confronto tra le loro dimensioni ed albedo.

Nel 2009 Makemake era ad una distanza di 52 au (7,8×109 km) dal Sole, valore prossimo a quello dell'afelio a cui corrisponde la massima distanza dalla nostra stella. Makemake segue un'orbita molto simile a quella di Haumea, caratterizzata da un'elevata inclinazione rispetto al piano dell'eclittica, 29°, e da una moderata eccentricità di circa 0,16. Tuttavia l'orbita di Makemake è leggermente più lontana dal Sole in termini sia della lunghezza del semiasse maggiore sia della distanza del perielio. Il suo periodo orbitale è di circa 310 anni, superiore ai 248 anni di Plutone ed ai 283 anni di Haumea. Sia Makemake che Haumea sono al momento lontani dall'eclittica, per entrambi la distanza angolare è quasi 29°. Makemake si sta avvicinando al suo afelio, che raggiungerà nel 2033, mentre Haumea è passato per il proprio agli inizi del 1992.
Makemake è classificato tra gli oggetti classici della fascia di Kuiper o cubewani il che significa che la sua orbita giace abbastanza lontano da Nettuno da essere rimasta stabile nel lungo tempo corrispondente all'età del sistema solare. A differenza dei plutini, legati gravitazionalmente in una risonanza 2:3 con Nettuno che permette loro di attraversarne l'orbita senza scontrarsi col pianeta o subire notevoli variazioni orbitali, gli oggetti classici presentano distanze perieliche maggiori, in modo da orbitare interamente in zone dove non sono soggetti a perturbazioni gravitazionali da parte del pianeta. La maggior parte di tali oggetti ha bassi valori dell'eccentricità (inferiori a 0,2) ed orbitano intorno al Sole così come fanno i pianeti. Makemake, tuttavia, è un membro della classe "dinamicamente calda" dei KBO, dal momento che ha, come abbiamo visto, un'inclinazione molto alta rispetto al valor medio misurato tra i KBO. Makemake presenta una periodicità prossima alla risonanza 11:6 con Nettuno.
Il 24 agosto 2006 l'Unione Astronomica Internazionale (IAU) ha proclamato una formale definizione di pianeta che stabilisce una ripartizione in tre classi degli oggetti in orbita attorno al Sole: i "corpi minori" del Sistema solare, oggetti troppo piccoli perché l'azione della propria gravità possa condurli al raggiungimento di una forma sferica; i "pianeti nani", sufficientemente massicci da raggiungere la forma sferica, ma non abbastanza da essere gravitazionalmente dominanti, cioè da aver ripulito la propria zona orbitale da altri corpi di dimensioni comparabili a quelle proprie che non siano ad essi gravitazionalmente legati; ed i "pianeti", sufficientemente massicci da avere forma sferica e da essere gravitazionalmente dominanti. Al momento della promulgazione di questa classificazione Plutone, Eris e Cerere furono riclassificati tra i pianeti nani.
L'11 giugno 2008 l'IAU ha ulteriormente elaborato tale classificazione introducendo una sottoclasse tra i pianeti nani e raccogliendo tra i plutoidi quei pianeti nani scoperti oltre l'orbita di Nettuno. Di conseguenza Eris e Plutone sono definiti plutoidi mentre Cerere non lo è.
Allo scopo di favorire l'assegnazione dei nomi, l'IAU ha diffuso una regola indicativa per il riconoscimento dei plutoidi basata sulla magnitudine assoluta di un oggetto transnettuniano, e che prescinde dalla diretta osservazione del raggiungimento della forma sferica. Un oggetto transnettuniano sarà assunto essere un plutoide se possiede una magnitudine assoluta inferiore ad H = +1.
Un mese dopo, l'11 luglio 2008, il gruppo di lavoro della IAU sulla nomenclatura planetaria ha comunicato l'inclusione di Makemake tra i pianeti nani ed i plutoidi con Plutone ed Eris.

## Caratteristiche fisiche

### Luminosità, dimensioni e rotazione

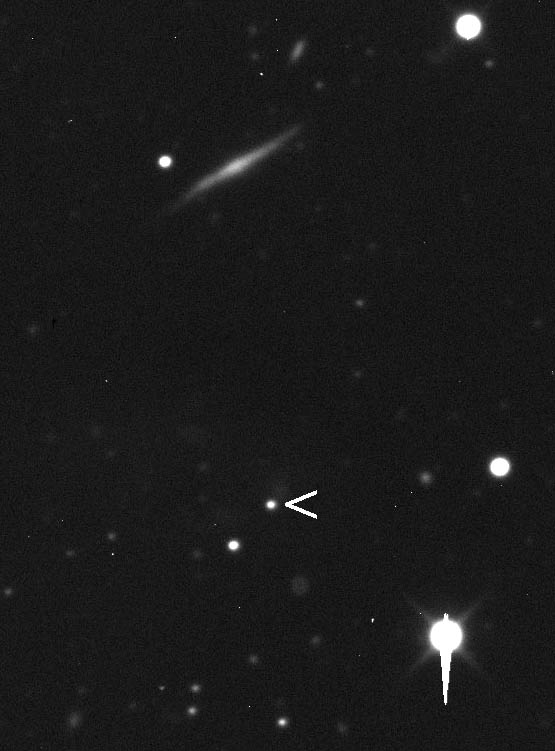
Makemake (magnitudine 16,9)

Makemake è attualmente il secondo oggetto della fascia di Kuiper per luminosità dopo Plutone avendo raggiunto all'opposizione nel marzo del 2009 la magnitudine apparente di 16,7. È sufficientemente luminoso da poter essere visibile, nella costellazione della Chioma di Berenice, con i migliori telescopi amatoriali. Makemake presenta un'albedo molto elevata, dal momento che riflette mediamente il 77% della luce incidente. Ciò suggerisce una temperatura media superficiale di circa 32-36 K. Sono state tuttavia individuate zone della superficie caratterizzate da un'albedo nettamente inferiore - pari a 0,12 o anche meno - dove potrebbe essere raggiunta una temperatura di circa 50 K.
Osservazioni nell'infrarosso del Telescopio spaziale Spitzer e dell'Herschel Space Observatory combinate con alcune similitudini nello spettro con Plutone avevano condotto a stimare il diametro di Makemake tra 1360 e 1480 km. L'osservazione di un'occultazione stellare nell'aprile del 2011 ha condotto a misure dirette delle sue dimensioni, che sono risultate essere di 1 502 ± 45 × 1 430 ± 9 km; José Luis Ortiz e colleghi hanno anche stimato che la densità media di Makemake possa essere di 1,7 ± 0,3 × 10 3 kg/m3. Ad ogni modo, l'anno seguente Mike Brown ha analizzato nuovamente i dati raccolti nel 2011 senza porre dei vincoli sulla direzione dell'asse di rotazione di Makemake, ottenendo una stima leggermente inferiore per le dimensioni del pianeta nano, pari a 1434+48
−18 × 1420+18
−24 km. Per un decennio si è ritenuto che Makemake avesse dimensioni leggermente superiori rispetto ad Haumea e che dunque fosse il terzo oggetto transnettuniano per dimensioni dopo Plutone ed Eris. Una stima diffusa nel 2019 delle dimensioni di Haumea, tuttavia, sembrerebbe indicare che questo sia mediamente più grande di Makemake.
Makemake è stato indicato come il quarto pianeta nano del sistema solare grazie alla sua magnitudine assoluta nella banda V (visibile), pari a −0,44. Ciò garantisce che sia sufficientemente grande da aver raggiunto l'equilibrio idrostatico e la forma di uno sferoide oblato.
È risultato piuttosto laborioso misurare il periodo di rotazione di Makemake, pari a 22,83 ore, perché la sua superficie esibisce variazioni fotometriche pari solo a due centesimi di magnitudine. Nel 2009 A. N. Heinze e D. deLahunta hanno stimato il periodo di rotazione del pianeta nano in 7,77 ore. Tuttavia, tale valore si è successivamente rivelato frutto di aliasing rispetto a quello effettivo di 22,83 ore, ottenuto da T. A. Hromakina e colleghi nel 2019. Makemake ruota piuttosto lentamente rispetto agli altri pianeti nani; ciò potrebbe essere stato determinato dalle interazioni mareali con il satellite. È stato anche ipotizzato che nel sistema sia presente un secondo satellite di grandi dimensioni che ancora non è stato scoperto.
Infine, per giustificare l'incapacità di discernimento di variazioni fotometriche apprezzabili, è stato proposto che il pianeta nano potesse dirigere verso la Terra uno dei suoi poli. La distribuzione della temperatura superficiale rilevata durante l'occultazione stellare del 2011, concentrica rispetto alla direzione di osservazione, sembrerebbe confermare questa ipotesi. In precedenza, ad essa veniva preferita la spiegazione che ciò fosse dovuto al fatto che l'atmosfera di Makemake fosse congelata sulla superficie, rendendola praticamente omogenea.

### Spettro

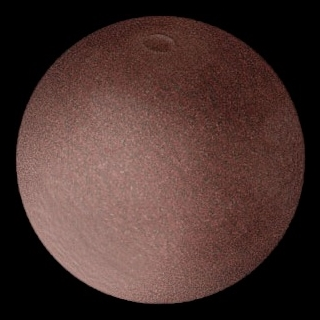
Rappresentazione artistica di Makemake.

In una comunicazione alla rivista Astronomy and Astrophysics nel 2006, Licandro et al. riportano le misurazioni relative allo spettro nel visibile e nel vicino infrarosso di Makemake. I dati, ottenuti utilizzando il Telescopio William Herschel ed il Telescopio Nazionale Galileo, rivelano una superficie molto simile a quella di Plutone. Come Plutone, Makemake appare rosso nel visibile sebbene significativamente meno rispetto alla superficie di Eris (vedi la sezione sui colori dei TNO per un confronto). Lo spettro nel vicino infrarosso presenta una marcata banda di assorbimento del metano (CH4). Il metano è stato individuato anche su Plutone ed Eris nei cui spettri però la sua firma è molto più debole.
L'analisi spettrale della superficie di Makemake rivela che il metano deve essere presente nella forma di grandi grani delle dimensioni di almeno un centimetro. Inoltre, anche grandi quantitativi di etano e tolina potrebbero essere presenti, molto probabilmente originati dalla fotolisi del metano investito dalla radiazione solare incidente. La tolina è probabilmente responsabile del colore rosso rilevato nello spettro visibile. Sebbene ci siano prove della presenza di ghiaccio di azoto sulla superficie, perlomeno mischiato con altri ghiacci, il livello rilevato è nettamente inferiore rispetto a quanto presente su Plutone e Tritone, dove costituisce circa il 98% della crosta. Tali dati suggeriscono che l'azoto sia andato perduto in qualche modo nel corso delle ere del Sistema solare.
Osservazioni fotometriche condotte nel lontano infrarosso (24-70 μm) e nel submillimetrico (70-500 μm) attraverso i telescopi spaziali Spitzer ed Herschel hanno rivelato che la superficie di Makemake non è omogenea. Una porzione compresa tra il 3 ed il 7% del totale, infatti, è costituita da terreno scuro, caratterizzato da un'albedo molto bassa, compresa tra 0,02 e 0,12. La restante parte, ricoperta da ghiacci di azoto e metano, è invece notevolmente più riflettenze, caratterizzata com'è da un'albedo compresa tra 0,78 e 0,90.

### Atmosfera
Vari studi teorici hanno considerato come molto probabile la presenza di un'atmosfera transitoria su Makemake, analogamente a quanto accade su Plutone quando, in prossimità del perielio, la radiazione solare riesce ad innalzare la temperatura superficiale di quel tanto che basta al passaggio allo stato gassoso di parte dei gas ghiacciati lì presenti. È stato ipotizzato inoltre che una tale atmosfera avrebbe dovuto comporsi principalmente da azoto, con una presenza importante di metano. Mentre il quantitativo di azoto, infatti, si sarebbe progressivamente ridotto nel tempo attraverso il processo di fuga atmosferica, la perdita del metano nello spazio sarebbe avvenuta ad un tasso più lento, perché ostacolata da un valore significativamente inferiore della pressione di vapore del secondo gas rispetto al primo alle temperature che si registrano sulla superficie di Makemake.
Le osservazioni condotte nell'aprile del 2011 durante l'occultazione della stella NOMAD 1181-0235723, tuttavia, escludono la presenza di un'atmosfera su Makemake. L'interruzione nella visibilità della stella è stata netta, senza il verificarsi di quei fenomeni di diffusione della luce che manifestano gli oggetti dotati di un'atmosfera. Ciò non esclude totalmente l'esistenza di un'eventuale atmosfera, ma pone un limite massimo alla pressione che questa potrebbe esercitare alla superficie di circa 4-12 nbar.
In seguito a tali osservazioni, è stato ipotizzato che possano esistere o essere esistite delle atmosfere localizzate in particolari fasce del pianeta nano. Ciò potrebbe essere ancora compatibile con i risultati sperimentali e potrebbe giustificare inoltre l'esistenza delle due differenti tipologie di terreno individuate sulla superficie di Makemake e caratterizzate da valori dell'albedo molto diversi fra loro.

## Satelliti naturali

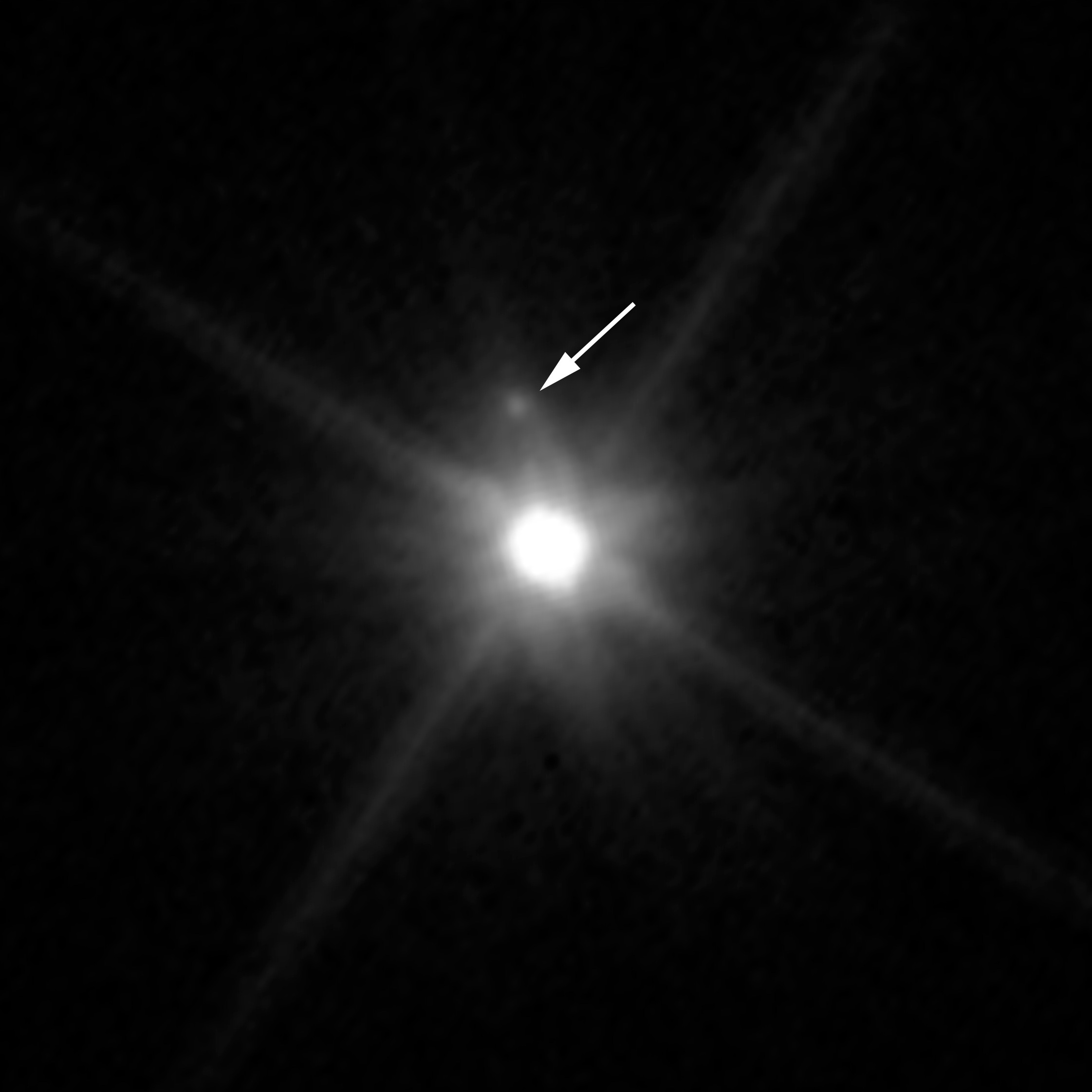
Una delle immagini del telescopio spaziale Hubble che hanno condotto alla scoperta della luna di Makemake, la cui presenza è segnalata dalla freccia bianca.

Il 26 aprile del 2016, il Minor Planet Center ha annunciato che osservazioni condotte con il telescopio spaziale Hubble nell'aprile del 2015 hanno condotto alla scoperta di un satellite naturale in orbita attorno a Makemake. Denominato provvisoriamente come S/2015 (136472) 1, e informalmente come MK 2, è circa 1300 volte meno luminoso del pianeta nano; il suo diametro è stato stimato in circa 160 chilometri, pari a circa un nono rispetto a quello di Makemake. La sua orbita non è ancora stata calcolata con precisione: la luna sembrerebbe trovarsi su un'orbita circolare, a circa 21.000 chilometri dalla superficie del pianeta nano, che completerebbe in circa 12 giorni.
Questa scoperta conferma anche nel caso di Makemake quanto si verifica per gli altri tre grandi oggetti transnettuniani che posseggono almeno un satellite: Eris ne ha uno, Haumea ne ha due e Plutone ne ha cinque. È atteso che una percentuale compresa tra il 10% ed il 20% degli oggetti transnettuniani abbia uno o più satelliti. Poiché la presenza di un satellite offre un semplice metodo per misurare la massa del sistema, questa scoperta consentirà di definire i parametri fisici di Makemake con maggiore accuratezza.
S/2015 (136472) 1 potrebbe essere responsabile inoltre di alcune anomalie che sono state registrate nell'osservazione di Makemake nell'infrarosso e che erano state precedentemente attribuite a caratteristiche superficiali, senza tuttavia che presentassero la stessa periodicità della rotazione del pianeta stesso.

## Omaggi
- Il gruppo musicale austriaco The Makemakes si è ispirato a questo pianeta nano per la scelta del proprio nome.
- La storia a fumetti "PK - Makemake" edita dalla Panini Comics su Topolino Fuoriserie n. 8 dell'Agosto 2022 cita ed omaggia il suddetto planetoide[44][45].